# Doble fondo

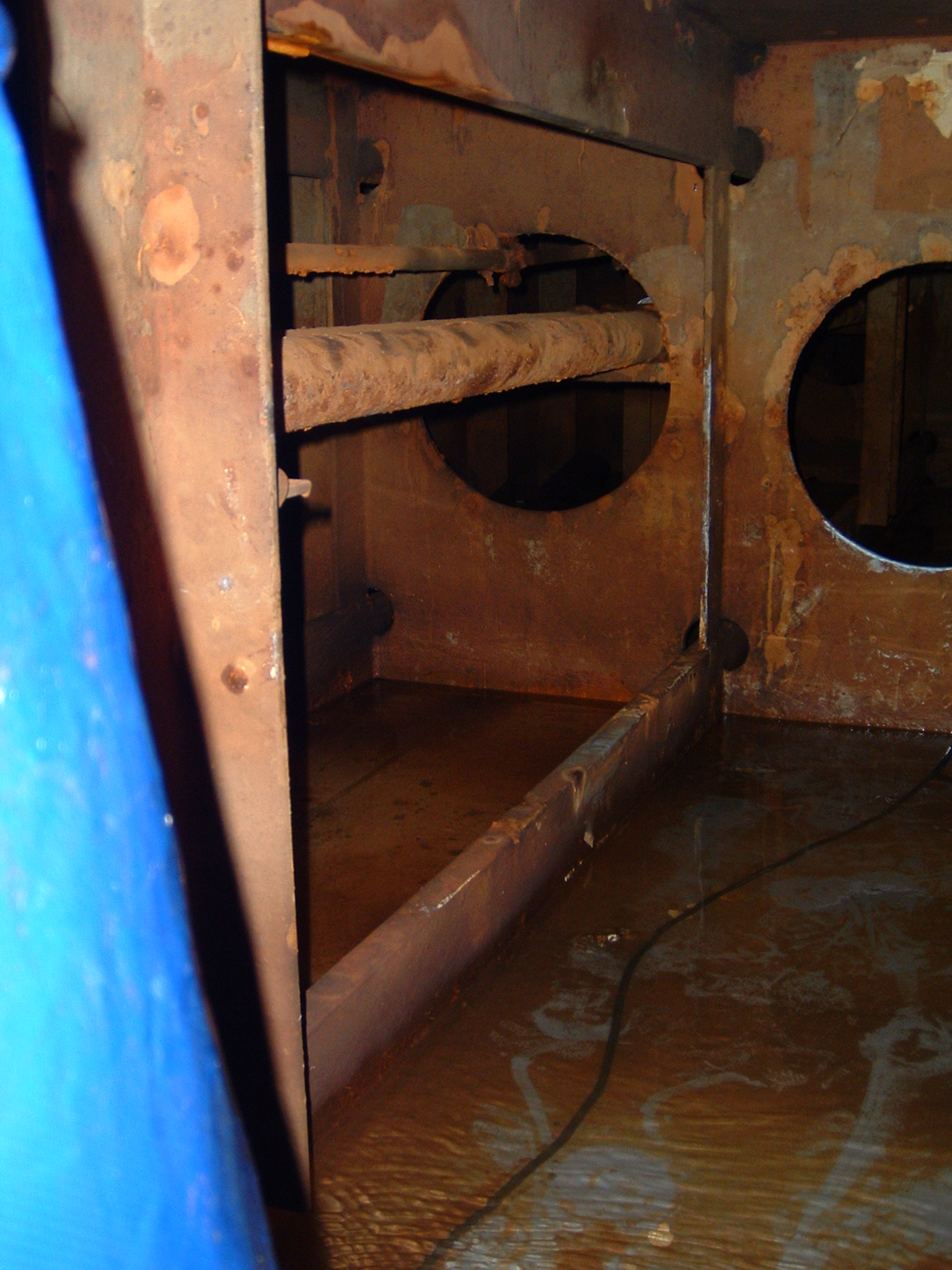
Vista del interior de un doble fondo destinado a lastre.

En náutica, el doble fondo está formado por los tanques estructurales de un buque situados entre el forro exterior del casco y el plan de bodega o tanque de carga. 
Los doble fondos, tienen la finalidad, en caso de avería del casco por colisión o varadura, de servir de doble barrera a la salida de combustible al mar.
La fotografía de la derecha muestra el interior de un doble fondo destinado a lastre. Se puede observar la herrumbre por acción del agua de mar.
Las paredes del doble fondo se denominan vagras si son longitudinales y varengas si son transversales. También existen dos tipos de orificios: los grandes se denominan «pasahombre» (forma circular) y los pequeños «groeras» (forma semicircular). Ambos tienen por objeto comunicar los diferentes espacios dentro del doble caso permitiendo el vaciado completo de todos ellos mediante una única tubería de achique.
Todo tanque doble fondo tiene los siguientes elementos constructivos:
- Tubo de sonda, para medir su estado de carga en conjunción con una tabla de calibración.
- Tubos de venteo, que comunican con el exterior a fin de igualar presiones y liberar gases.
- Tubería de achique, para mover los líquidos de su interior.
- Bocas de registro, para facilitar el ingreso de personas.

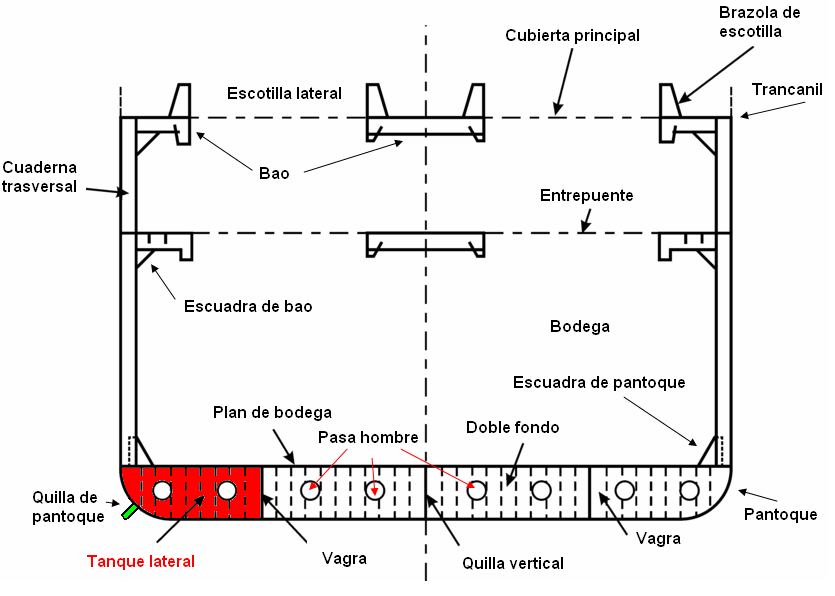
Corte transversal, ubicación del doble fondo en un buque mercante.